# Automata felhúzás
Az automata felhúzás a karóráknál használt energiaellátási rendszer, melyben a karóra felhúzása az óra önkéntelen mozgása következtében történik.

## Működése
Az alapötlet az, hogy ha az ember a karórát magánál tartja, a csuklóján viseli, akkor az óra mozgását át lehet alakítani az óra működését biztosító energiává. Az automata felhúzású órákban egy erre a célra szolgáló, viszonylagosan nagy tömegű, szabadon mozgó alkatrész található (például egy inga vagy lendkerék), amely egy tengelyen körbefordul az óra mozgása következtében, és ezzel a mozgásával egy áttételen keresztül feszít a mechanikus óramű hajtórugóján. A rugó túlfeszülését egy biztonsági rendszer akadályozza meg.
Az automata felhúzás által a mechanikus karórák ismét nagy népszerűségnek örvendenek. Léteznek kvarc óraműves karórák is, melyekben az inga egy generátort forgat, ez tölti fel elektromos árammal a működtető akkumulátort vagy kondenzátort.
A járástartalék az a mennyiség, amely megmutatja, mennyi ideig képes az óra működni mozgatás nélkül. A mechanikus óráknál ez általában 20–40 óra közötti időtartam, a kondenzátoros vagy akkumulátoros kvarcóráknál akár több hét vagy hónap is lehet.

## Története
1931-ben a Rolex épített először önfelhúzós – perpetuál – szerkezetet a vízálló Oyster karórába, és azt világszerte szabadalmaztatta.